# 滝藤賢一
滝藤 賢一（たきとう けんいち、1976年〈昭和51年〉11月2日 -）は、日本の俳優、モデル。無名塾出身。エージェントオフィスタクトを経て、現在はアルファエージェンシー所属。
テレビドラマ『半沢直樹』（2013年）での演技（近藤直弼 役）で第68回日本放送映画藝術大賞の優秀助演男優賞を受賞。テレビドラマ『破裂』（2015年）での演技（佐久間和尚 役）でオリコンのドラマアワードの助演部門賞を受賞。

## 来歴
愛知県名古屋市名東区で育つ。愛知県立天白高等学校卒業後、映画監督を志して上京。映画『バレット・バレエ』のオーディションに合格したことを機に俳優を志す。
1998年から2007年まで俳優・仲代達矢主宰の俳優養成所「無名塾」に在籍し、舞台を中心に活動していた。無名塾の同期には真木よう子、内浦純一がいる。
2008年、映画『クライマーズ・ハイ』に出演。当時は全くの無名だったにもかかわらず、ワークショップで面識があった原田眞人監督からオーディションに呼ばれ、合格。新聞記者・神沢周作役での演技が注目を浴びる。同映画の撮影後、無名塾での10年間のキャリアに一区切りがつき、映像作品に活躍の場を広げるため退塾した。
2009年、NHK土曜ドラマ『外事警察』が連続ドラマでの初のレギュラー出演である。この撮影が始まりスケジュール的に厳しくなったため、それまで続けていたレンタルビデオ店、運送会社、居酒屋などでのアルバイトを辞めた。それ以降、大河ドラマ『龍馬伝』の小松帯刀役や『踊る大捜査線』シリーズの中国人刑事役、連続テレビ小説『梅ちゃん先生』の食堂の亭主役など、脇役として多数のテレビドラマや映画に出演する。
2013年、TBSテレビの日曜劇場『半沢直樹』で主人公と同期の銀行員・近藤直弼役を演じ、その影響からオリコン調べによる「2013年 ブレイク俳優ランキング」で8位にランクインするなど、実力派のバイプレーヤーとして認知度を高める。
2014年4月期のテレビ東京系深夜ドラマ『俺のダンディズム』でテレビドラマ初主演。CMも、2014年3月4日からオンエアされたロッテガム「Fit's LINK」が初の単独でのCM出演である。
2021年9月30日付でエージェントオフィスタクトを退社し、10月1日付でアルファエージェンシーに移籍。

## 人物
役作りでは撮影前から徹底的にイメージトレーニングをするタイプで、呼吸する位置まで決める。それは本番で自分が頼れるものを作るためであるが、作ってきた役にあまり固執はしないという。役作りに対してはストイックな一面を持ち、映画『ゴールデンスランバー』で主人公の整形後という役柄を演じた際には堺雅人演じる主人公の台詞を全て覚え、ドラマ『S -最後の警官-』で末期がん患者の役を演じた際にはゲスト出演にもかかわらず、役作りのために1か月で約10kgの減量をした。
役者だけでなく、普段の私服のコーディネートのセンスでも注目を浴びており、2020年にはベストドレッサー賞のサングラス部門賞を受賞。2021年には主婦と生活社からファッション本『服と賢一 滝藤賢一の「私服」着こなし218』が、出版された。
多肉植物など、中南米やアフリカ原産の植物が大好きで、住んでいるマンションのベランダでそのような植物を300鉢ほど栽培している。その縁で、2020年にはNHKのEテレの『趣味の園芸』シリーズにも出演して植物への愛を熱く語る仕事が舞い込んだ。
特技は和太鼓、殺陣、書道、草笛。
無名塾時代の後輩で栄養士の女性と2009年に結婚。3男（2009年生、2011年生、2012年生）と1女（2014年生）の4児の父である
。

## 出演

### 映画
- バレット・バレエ（2000年、ゼアリズエンタープライズ）[24][注釈 1]
- 助太刀屋助六（2002年、東宝） - 手の者たち 役
- ラストシーン（2002年、オズ / オムロ）
- 白い犬とワルツを（2002年、東映） - 若い男 役
- ゴジラ×モスラ×メカゴジラ 東京SOS（2003年、東宝） - 護衛艦ソナー担当 役[3]
- 陸に上った軍艦（2007年、パンドラ / シネマディスト） - 森川 役
- 象の背中（2007年、松竹）
- クライマーズ・ハイ（2008年、東映 / ギャガ） - 神沢周作 役
- フィッシュストーリー（2009年、ショウゲート） - 強姦魔 役
- ハゲタカ（2009年、東宝） - 強盗 役[注釈 2]
- 蟹工船（2009年、IMJエンタテインメント） - 雑夫・河津 役
- ゴールデンスランバー（2010年、東宝） - 青柳雅春（整形後） 役
- 完全なる飼育 メイド、for you（2010年、ゴー・シネマ） - 長谷川恵介 役
- リアル鬼ごっこ2（2010年、ファントム・フィルム） - 高橋憲吾 役
- 踊る大捜査線シリーズ（東宝） - 王明才 役
  - 踊る大捜査線 THE MOVIE3 ヤツらを解放せよ!（2010年）[25]
  - 踊る大捜査線 THE FINAL 新たなる希望（2012年）[26]
- 恐怖（2010年、東京テアトル）
- 酔いがさめたら、うちに帰ろう。（2010年、ビターズ・エンド） - 大川 役
- あしたのジョー（2011年、東宝）
- アバター（2011年、太秦） - 阿波野正征 役
- それでも花は咲いていく 「ヒヤシンス」（2011年、ケイダッシュステージ / リンクライツ） - 主演・男 役
- セイジ -陸の魚-（2012年、ギャガ / キノフィルムズ） - マコト 役
- センチメンタルヤスコ（2012年、る・ひまわり） - 天童純平 役
- 外事警察 その男に騙されるな（2012年、東映 / SDP） - 久野秀真 役
- 悪の教典（2012年、東宝） - 清田勝史 役
- チチを撮りに（2013年、デジタルSKIPステーション） - 西森徹二 役
- 許されざる者（2013年、ワーナー・ブラザース映画） - 姫路弥三郎 役
- 風俗行ったら人生変わったwww（2013年、セディックインターナショナル / 電通） - ヤッくん 役[27]
- バイロケーション（KADOKAWA） - 加納隆 役
  - バイロケーション 表（2014年）
  - バイロケーション 裏（2014年）
- 愛の渦（2014年、クロックワークス） - サラリーマン 役
- 捨てがたき人々（2014年、アークエンタテインメント） - 吉田チーフ 役
- るろうに剣心（ワーナー・ブラザース映画） - 佐渡島方治 役
  - るろうに剣心 京都大火編（2014年）
  - るろうに剣心 伝説の最期編（2014年）
- 最後の命（2014年、ティ・ジョイ） - 山下刑事 役
- エイプリルフールズ（2015年、東宝） - 運転手 役[28]
- 予告犯（2015年、東宝） - 栗原 役
- 杉原千畝 スギハラチウネ（2015年、東宝） - 関満一朗 役
- 残穢 - 住んではいけない部屋 -（2016年、松竹） - 直人 役[29]
- はなちゃんのみそ汁（2016年、東京テアトル） - 安武信吾 役
- テラフォーマーズ（2016年、ワーナー・ブラザース映画） - 手塚俊治 役[30]
- 64 -ロクヨン- 前編・後編（2016年、東宝） - 赤間 役[31]
- SCOOP!（2016年、東宝） - 馬場 役[32]
- 関ヶ原（2017年、東宝 / アスミック・エース） - 豊臣秀吉 役[33]
- 孤狼の血（2018年、東映） - 嵯峨大輔 役
- 榎田貿易堂（2018年、アルゴ・ピクチャーズ） - 萩原丈 役[34]
- 虹色デイズ（2018年、松竹） - 田渕先生 役
- 平成仮面ライダー20作記念 仮面ライダー平成ジェネレーションズ FOREVER（2018年、東映） - フータロス（声）役[35]
- 影踏み（2019年、東京テアトル） - 久能次朗・久能新一郎（二役）[36]
- 決算! 忠臣蔵（2019年、松竹） - 戸田采女正 役
- コンフィデンスマンJP -プリンセス編-（2020年、東宝） - ホテルの支配人 役
- さんかく窓の外側は夜（2021年、松竹） - 半澤日路輝 役[37]
- 孤狼の血 LEVEL2（2021年、東映） - 嵯峨大輔 役
- 極主夫道 ザ・シネマ（2022年、ソニー・ピクチャーズ エンタテインメント） - 白川虎次郎 役[38][39]
- ひみつのなっちゃん。（2023年、ラビットハウス / 丸壱動画） - 主演・バージン / 坂下純 役[40]
- ミステリと言う勿れ（2023年、東宝） - 狩集弥 役[41]
- 若き見知らぬ者たち（2024年、監督：内山拓也、クロックワークス） - 松浦 役[42][43]
- 私にふさわしいホテル（2024年12月27日、日活 / KDDI） -  東十条宗典 役[44][45]
- 見える子ちゃん（2025年6月6日、KADOKAWA） - 四谷真守 役[46]
- フロントライン（2025年6月13日、ワーナー・ブラザース映画） - 宮田 役[47]
- 事故物件ゾク 恐い間取り（2025年7月25日、松竹） - 山中 役[48]
- 風のマジム（2025年9月12日公開予定、コギトワークス / S・D・P） - 瀬名覇仁裕 役[49]

### 自主映画 / 短編映画
- 有限会社 劇団デボ（2007年）[注釈 3][50]
- Waiting for the Sun〜天気待ち〜（2008年）[注釈 3]
- 笑え（2008年） - 主演[注釈 4]
- 琥珀色のキラキラ（2008年、若手映画作家育成プロジェクト）[注釈 4][51]
- ドリブラー（2009年） - 主演[注釈 4]
- 停泊父子（2010年） - 主演[注釈 4]
- Paper Flower（2011年） - Kiyoshi Aida 役[注釈 5][52]
- knot（2024年）[53]

### テレビドラマ

#### NHK
- 袖振り合うも（2000年10月28日、NHK）
- 春が来た 第1話（2002年9月27日、NHK）
- 生物彗星WoO 第5話（2006年5月21日、NHK BS-hi） - 戦闘機整備士 役
- ハイビジョン特集（NHK BS-hi）
  - 渋谷でチョウを追って〜動物行動学者・日高敏隆のまなざし〜（2008年9月23日）
  - 少女たちの日記帳 ヒロシマ 昭和20年4月6日〜8月6日（2009年8月2日） - 佐々木縣一 役
- 白洲次郎（2009年2月28日・3月7日・9月23日、NHK） - 小川修一 役
- わたしが子どもだったころ 柳生博編（2009年11月11日、NHK BS-hi）
- 外事警察（2009年11月14日 - 12月19日、NHK） - 久野秀真 役
- 大河ドラマ（NHK）
  - 龍馬伝 第26話 - 最終話（2010年6月27日 - 11月28日） - 小松帯刀 役
  - 麒麟がくる（2020年） - 足利義昭 役[54]
- チャンス（2010年8月28日 - 10月2日、NHK） - 江藤卓巳 役
- TAROの塔 最終話（2011年4月2日、NHK） - 目玉男 役
- 連続テレビ小説（NHK）
  - 梅ちゃん先生 第8週 - 最終週（2012年5月21日 - 9月29日） - 三上和也 役
    - 梅ちゃん先生〜結婚できない男と女スペシャル〜（2012年10月13日・20日、NHK BSプレミアム）

  - あまちゃん 第135話（2013年9月4日） - ライター 役
  - 半分、青い。（2018年4月2日 - 9月29日） - 楡野宇太郎 役
  - 虎に翼（2024年前期） - 多岐川幸四郎 役[55]
- てふてふ荘へようこそ（2012年10月27日 - 12月15日、NHK BSプレミアム） - 米倉道則 役
- ロング・グッドバイ（2014年4月19日 - 5月17日、NHK） - 森田 役 / 語り
- ひとつ星の恋〜天才漫才師 横山やすしと妻〜（2014年11月23日 - 30日、NHK BSプレミアム） - 主演・横山やすし 役[56]
- 破裂（2015年10月10日 - 11月21日、NHK） - 佐久間和尚 役[57]
- 世界はひばりを待っている（2015年12月28日、NHK BSプレミアム） - 栗原勝利 役
- ラジカセ（2016年12月21日、NHK BSプレミアム） - 主演・有山正人 役[58][59]
- 陽炎の辻〜居眠り磐音 江戸双紙〜（2017年1月2日、NHK） - 田沼意知 役
- 忠臣蔵の恋〜四十八人目の忠臣〜 第18話 - 最終話 （2017年2月11日 - 2月25日、NHK） - 新井白石 役
- オリガミの魔女と博士の四角い時間（2017年3月12日 - 2023年3月4日、NHK Eテレ） - 折鶴幸夫 役[60]
- 星新一の不思議な不思議な短編ドラマ『白い服の男』（2022年6月7日、NHK BS4K・NHK BSプレミアム） - 主演[61]
- グレースの履歴（2023年3月19日 - 5月7日、NHK BS4K・NHK BSプレミアム） - 主演・蓮見希久夫 役[62]
- やさしい猫（2023年6月24日 - 7月29日、NHK） - 恵耕一郎 役[63]
- TRUE COLORS（2025年1月5日 - 3月2日、NHK BSプレミアム4K・NHK BS） - 巻上伸哉 役

#### 日本テレビ
- ウィルスパニック2006夏〜街は感染した〜（2006年6月27日、日本テレビ）
- 王様の心臓〜リア王より〜（2007年4月6日、日本テレビ）
- 傍聴マニア09〜裁判長!ここは懲役4年でどうすか〜 第4話（2009年11月12日、読売テレビ・日本テレビ） - 田中五郎（エイゼンシュタイン） 役
- 赤川次郎原作 毒〈ポイズン〉 第2話（2012年10月11日、読売テレビ・日本テレビ） - 水原彰彦 役
- 探偵が早すぎる（2018年7月19日 - 9月20日、日本テレビ） - 主演・千曲川光 役（広瀬アリスとのタブル主演）[64]
  - 探偵が早すぎる〜春のトリック返し祭り〜（2022年4月14日 - 6月16日、読売テレビ）[65]
- 極主夫道（2020年10月11日 - 12月13日、読売テレビ・日本テレビ系） - 白川虎二郎 役[66]
  - 極主夫道 爆笑!カチコミSP（2022年5月27日、日本テレビ） [67]
- 君と世界が終わる日に（2021年1月17日 - 3月21日、日本テレビ） - 首藤公貴 役
- ノンレムの窓 2023・冬 第2話「れんあいそうかんず」（2023年12月25日、日本テレビ） - 主演・山岸俊樹 役[68]

#### テレビ朝日
- ホンボシ〜心理特捜事件簿〜 第6話（2011年2月24日、テレビ朝日） - 小嶌智彦 役
- 悪党〜重犯罪捜査班 第7話 - 最終話（2011年3月18日 - 25日、朝日放送 / テレビ朝日） - 岩村正則 役
- ハガネの女 season2 第5話（2011年5月19日、テレビ朝日） - 古田修一 役
- 土曜ワイド劇場（テレビ朝日）
  - 西村京太郎トラベルミステリー56「生死を分ける転車台」（2011年7月23日） - 小島英輔 役
  - 事件16（2015年5月30日） - 島岡達也 役
- 特命係長 只野仁 ファイナル 第2夜（2012年1月8日、テレビ朝日） - 安藤康志 役
- 13歳のハローワーク（2012年1月13日 - 3月9日、テレビ朝日） - ハローワーク相談員 役
- 科捜研の女 第11シリーズ 第11話（2012年2月2日、テレビ朝日） - 山平隆志 役
- 警視庁捜査一課9係 season7 第3話（2012年7月18日、テレビ朝日） - 吉見卓司 役
- 相棒 season 11 第11話（2013年1月1日、テレビ朝日） - 遠野弘明 役
- ダブルス〜二人の刑事 第2話（2013年4月25日、テレビ朝日） - 大下広 役
- BORDER 警視庁捜査一課殺人犯捜査第4係（テレビ朝日） - スズキ 役
  - BORDER 警視庁捜査一課殺人犯捜査第4係 第3話 - 最終話（2014年4月24日 - 6月5日）
  - BORDER 贖罪（2017年10月29日）
- 実録ドラマスペシャル 女の犯罪ミステリー 福田和子 整形逃亡15年（2016年3月17日、テレビ朝日） - 福田俊次 役[69]
- グ・ラ・メ!〜総理の料理番〜（2016年7月22日 - 9月9日、テレビ朝日） - 古賀征二 役[70]
- ドクターX〜外科医・大門未知子〜 第4期（2016年10月13日 - 12月22日、テレビ朝日） - 北野亨 役[71]
- ドラマスペシャル「警部補・碓氷弘一〜殺しのエチュード〜」（2017年4月9日、テレビ朝日） - 高木隆一 役
- 黒革の手帖（2017年7月20日 - 9月14日 、テレビ朝日） - 村井亨 役
- 重要参考人探偵（2017年10月 - 12月、テレビ朝日） - 浪江篠介 役
- 東京独身男子（2019年4月13日 - 6月8日、テレビ朝日） - 岩倉和彦 役[72]
- コタローは1人暮らし（2021年4月24日 - 6月26日、テレビ朝日） - コタローの父 役、劇中アニメ『とのさまん』の主人公（声）
  - 帰ってきたぞよ!コタローは1人暮らし（2023年4月15日 - 、テレビ朝日）[73]
- 警視庁ひきこもり係（2021年8月5日、テレビ朝日） - 主演・引谷太郎 役
- 今日からヒットマン（2023年10月27日 - 、テレビ朝日） - 二丁 役[74]
- 友情〜平尾誠二と山中伸弥「最後の一年」〜（2023年11月11日、テレビ朝日） - 山中伸弥 役[75]

#### TBS
- ブラッディ・マンデイ 第1話 - 第2話（2008年10月11日 - 18日、TBS） - 城田学 役
- オルトロスの犬 第4話（2009年8月14日、TBS） - 木下健吾 役
- SPEC〜警視庁公安部公安第五課 未詳事件特別対策係事件簿〜 第2話（2010年10月15日、TBS） - 鬼門拓也 役
- 赤い指〜「新参者」加賀恭一郎再び!（2011年1月3日、TBS） - 春日井忠彦 役
- ランナウェイ〜愛する君のために 第4話 - 最終話（2011年11月17日 - 12月22日、TBS） - 高橋 役
- 黒の女教師 第7話（2012年8月31日、TBS）
- 放課後グルーヴ 第1話、第6話（2013年4月22日・5月27日、TBS） - ボーイ 役
- 確証〜警視庁捜査3課 第5話 - 第6話（2013年5月13日 - 20日、TBS） - 安原圭太 役
- 半沢直樹（2013年7月7日 - 9月22日、TBS） - 近藤直弼 役
- S -最後の警官- 第5話（2014年2月9日、TBS） - 板橋満生 役[17]
- Nスタ特別編 なぜ母は殺人者に（2014年11月2日、TBS） - 主演・長谷川博一 役
- ウロボロス〜この愛こそ、正義。（2015年1月16日 - 3月20日、TBS） - 蝶野真一 役[76]
- 月曜ゴールデン特別企画 松本清張サスペンス・影の地帯（2015年7月6日、TBS） - 筒井孝則 役
- 神奈川県厚木市 ランドリー茅ヶ崎（2016年3月 - 4月、MBS・TBS） - 茅ヶ崎完 役[77]
- 重版出来!（2016年4月12日 - 6月14日、TBS） - 高畑一寸 役[78]
- 月曜名作劇場（TBS）
  - 横山秀夫サスペンス 陰の季節（2016年4月18日） - 赤間肇 役[79]
  - 横山秀夫サスペンス 刑事の勲章（2016年4月25日） - 赤間肇 役[80]
- 花のち晴れ〜花男 Next Season〜（2018年4月17日 - 6月26日、TBS） - 神楽木巌 役
- グッドワイフ（2019年1月13日 - 3月10日、TBS） - 佐々木達也 役[81]
- 海に眠るダイヤモンド 第8話・最終話（2024年12月15日・22日、TBS） - 古賀孝明 役[82]

#### テレビ東京
- 女と愛とミステリー → 水曜シアター9（テレビ東京）
  - 嘱託刑事・小山田昭平 旅路の果て（2001年10月3日） - 銃撃犯人役[83]
  - 懸賞金〜目撃証言に三千万円を賭けた女〜（2010年3月3日） - 三浦憲吾 役
  - 監察医 篠宮葉月 死体は語る13（2013年6月19日） - 千葉直也 役
- 怨み屋本舗SPII マインドコントロールの罠（2009年1月7日、テレビ東京） - 森健二 役
- 俺のダンディズム（2014年4月16日 - 7月2日、テレビ東京） - 主演・段田一郎 役[84]　
  - 私のエレガンス（2022年4月2日 - 5月7日、BSテレビ東京）
- リバースエッジ 大川端探偵社 第11話（2014年6月28日、テレビ東京） - 間宮宏明 役[85]
- 勇者ヨシヒコと導かれし七人 第2話（2016年10月14日、テレビ東京） - ロビン 役
- バイプレイヤーズ（テレビ東京） - 本人 役
  - バイプレイヤーズ 〜もしも6人の名脇役がシェアハウスで暮らしたら〜 第3話・第6話（2017年1月28日・2月18日）
  - バイプレイヤーズ 〜名脇役の森の100日間〜 第3話・第4話（2021年1月22日・1月29日）
- ハノイ発夜行バス、南下してホーチミン〜ベトナム1800キロ縦断旅（2017年2月26日、テレビ東京） - 主演・鈴木広太 役
- ドラマ特別企画 堂場瞬一サスペンス 検証捜査（2017年7月5日、テレビ東京） - 警察庁刑事企画課理事官・永井高志 役
- 黒い十人の秋山（2017年12月26日、テレビ東京） - 本庄一朗 役
- ハラスメントゲーム（2018年10月15日 - 12月10日、テレビ東京） - 丸尾隆文 役
- コタキ兄弟と四苦八苦（2020年1月11日 - 3月28日、テレビ東京） - 主演・古滝二路 役（古舘寛治とのダブル主演）
- 浦安鉄筋家族（2020年4月11日 - 9月26日、テレビ東京） - タクシーの乗客 役
- 珈琲いかがでしょう 第3話（2021年4月19日、テレビ東京） - アケミ 役

#### フジテレビ
- 絶対零度〜未解決事件特命捜査〜 第8話 - 第9話（2010年6月1日・6月8日、フジテレビ） - 小栗太一 役
- 金曜プレステージ（フジテレビ）
  - 刑事・鳴沢了2〜偽りの聖母〜（2011年5月20日） - 相馬孝弘 役
  - ねじれた絆 赤ちゃん取り違え事件 42年の真実（2013年10月11日） - 奥野修司 役
- ストロベリーナイト 第1話（2012年1月10日、フジテレビ） - 徳山和孝 役
- 踊る大捜査線 THE LAST TV サラリーマン刑事と最後の難事件（2012年9月1日、フジテレビ） - 王明才 役[86]
- カラマーゾフの兄弟（2013年1月12日 - 3月23日、フジテレビ） - 入江悟史 役
- ガリレオXX 内海薫最後の事件 愚弄ぶ（2013年6月22日、フジテレビ） - 甲本章雄 役
- 女性作家ミステリーズ 美しき三つの嘘 第1話「ムーンストーン」（2016年1月4日、フジテレビ） - 大庭康晴 役[87]
- 大貧乏（2017年1月8日 - 3月12日、フジテレビ） - 浅岡礼司 役
- 貴族探偵（2017年4月17日 - 6月26日、フジテレビ）[88] - 運転手・佐藤 役
- 世にも奇妙な物語（フジテレビ）
  - '17春の特別編「しりとり家族」「しりとり家族ふたたび」（2017年） - 村上茂樹 役
  - '20夏の特別編「3つの願い」（2020年7月11日） - ランプの魔人 役
- コード・ブルー -ドクターヘリ緊急救命- THE THIRD SEASON 第4話 - 第9話（2017年8月7日 - 9月11日、フジテレビ） - 井上宣顕 役
- 海月姫 第10話（2018年3月19日、フジテレビ） - 目白樹音（目白先生） 役
- 名探偵コジン〜突然コマーシャルドラマ〜（2018年6月20日、フジテレビ） - ストリーテラー 役
- ザ・リアリティ・ショー〜突然コマーシャルドラマ2〜（2019年4月20日、フジテレビ） - ストリーテラー 役[89]

#### その他（テレビドラマ）
- CO 移植コーディネーター 第2話（2011年3月27日、WOWOW）
- 人間昆虫記（2011年7月31日 - 9月11日、WOWOW） - 青草亀太郎 役
- ヒトリシズカ 第1話（2012年10月21日、WOWOW） - 村井 役
- ネオ・ウルトラQ 第1話（2013年1月12日、WOWOW） - 小林達也 役
- 罪人の嘘（2014年8月31日 - 9月28日、WOWOW） - 楠之瀬正志 役[90]
- 翳りゆく夏 第2話 - 最終話（2015年1月25日 - 2月15日、WOWOW） - 堀江淳二 役
- コールドケース 〜真実の扉〜（WOWOW） - 立川大輔 役
  - コールドケース 〜真実の扉〜（2016年10月22日 - 12月24日）[91]
  - コールドケース2 〜真実の扉〜（2018年10月13日 - 12月15日）[92]
  - コールドケース3 〜真実の扉〜（2020年12月5日 - 2021年2月13日）[93]
- ヴィレヴァン! ―名古屋が生んだ奇跡のギリギリな物語―（2019年5月13日 - 6月24日、メ〜テレ） - 川上秀基（店長）役[94]
- 家電侍（2022年4月2日 - 6月25日、BS松竹東急） - 主演・兼梨四十郎 役[95]
  - 新春プレミアムドラマ「家電侍スペシャル ストップ！忠臣蔵」（2023年1月4日〈予定〉）[96]

### 舞台
- 無名塾
  - 「どん底」（1999年、池袋サンシャイン劇場） - 浮浪者 役
  - 「ウィンザーの陽気な女房たち」（2001年、池袋サンシャイン劇場） - バードルフ 役
  - 「セールスマンの死」（2002年、世田谷パブリックシアター） - スタンリー 役
  - 「いのちぼうにふろう物語」（2004年、東京芸術劇場） - 仙吉 役
- 青年座スタジオ
  - 「俺たちは志士じゃない」（2003年、青年座劇場）
  - 「里見八犬伝」（2004年、シアター風姿花伝） - 犬山道節 役
  - 「レインディア・エクスプレス」（2005年、青年座劇場）
  - 「龍か、あれは俺の友だち」（2005年、青年座劇場）
- Parasite Gypsy「JP」（2004年、シアターV赤坂）
- 2NKプロジェクト「じゃじゃ馬馴らし・じゃじゃ馬馴らしに馴らされて」（2005年、シアターΧ） - トラーニオ 役
- K-Z「紙風船and命を弄ぶ男ふたり」（2006年、六浦地区センター）
- エイチ企画「無頼の女房」（2006年、THEATER/TOPS） - 大橋太郎 役
- 丸顔プレゼンツ「Job&Baby」（2007年、青山円形劇場） - 星一 / 靴屋 / 次男 役
- シアタージャパンプロダクション「エクスタシー」（2008年、中目黒ライブハウス楽屋・銀座makotoシアター）
- Gyan-buy「Gyan-buyだ!STANDBY!!」（2008年、中野ウエストエンド）
- 青山円劇カウンシル#4〜Re〜「その族の名は『家族』」（2011年、青山円形劇場） - 太郎 役

### CM
- トヨタ自動車
  - クラウン（2005年）
  - C-HR（2017年） - ドラマ「貴族探偵」中のコラボレーションCM「C-HR×貴族探偵」として放送
- カゴメ「野菜一日これ一本」（2011年）
- スカパー!e2「親子でハマれ。夏休みヒーロー特集」（2011年）
- レオパレス21（2013年 - 2014年）
- ロッテ
  - Fit's LINK（2014年3月4日 - 2015年）[14]
  - ショコランタン（2014年9月16日 - 2015年）[97]
  - オーラテクトガム（2015年）[98]
- 三井不動産レジデンシャル「タイムスリップ!堀部安兵衛」（2014年 - 2015年）
- サントリー食品インターナショナル
  - リゲイン エナジードリンク（2014年 - 2015年）
  - IRON BOSS（2020年） - トミー・リー・ジョーンズと共演[99]
- 日清食品「ラ王」（2015年 - 2017年）
- かんぽ生命保険「かんぽ生命」（2015年）
- 大和証券「ダイワファンドラップ」（2016年 - 2017年） - 渡辺謙・吹越満・橋本さとしと共演[100]。
- ディー・エヌ・エー「逆転オセロニア」（2017年）
- 薩摩酒造「さつま白波」（2017年）
- 大日本除虫菊
  - ティンクル（2017年 - ）
  - お肌の虫よけプレシャワー（2018年）
  - ゴンゴン（2019年）
- ラクス「楽楽」（2017年 - ）- 横澤夏子と共演
- DiDiモビリティジャパン（2018年 - 2019年）
- PUBG Stadios「PUBG」（2018年 - 2019年）
- 新生フィナンシャル「レイクALSA」（2018年 - 2022年6月） - 筧美和子と共演[101]。
- アトラエ「Green」（2020年 - ） - 竹財輝之助と共演
- 象印マホービン「象印姉妹」（2020年 - 2022年） - 象印叔父さん 役 [102][103]
- シーシーアイ（2020年 - 2023年）
- P&G「レノアリセット」（2021年 - 2023年）
- ナカムラ「WALL」（2021年 - ）
- Webzen「MU：アークエンジェル」（2021年 - 2022年）
- キリンビール「本麒麟」（2022年）[104]
- 江崎グリコ
  - アーモンド効果（2023年 - ）- 松島花と共演。[105]
  - おいしい塩分量（2024年 - ）
- セカンドストリート「2nd STREET」（2023年 - ）- 山之内すずと共演。[106]
- レゾナック・ホールディングス（2023年 - ） - 半導体材料開発に従事する化学者 役[107][108]
- 名鉄グループ「名鉄×WAO!」（2024年 - ）[109][110]

### その他のテレビ番組
- にっぽん原風景紀行 第237景 広島県・尾道 / 第238景 広島県・因島（2013年11月4日・11日、BSジャパン） - 旅人
- ドキュメント 決断「暴力団“離脱” その先に何が」（2014年8月14日、NHK） - ナレーション
- 情熱大陸（2014年9月7日、MBS）
- テレメンタリー2014「家はなぜ“谷”に建ったのか〜74人死亡 広島土砂災害〜」（2014年11月11日、テレビ朝日） - ナレーション
- 「バンクーバーの朝日」序章〜映画の時代背景を名優・滝藤賢一が独演〜（2014年12月16日 - 21日、フジテレビ）
- アスリート波瀾万丈 崖っぷちからの大逆転SP2014（2014年12月28日、テレビ東京） - ナレーション
  - アスリート波瀾万丈 崖っぷちからの大逆転SP2（2015年12月28日）
- テレビ未来遺産 地球絶景ミステリー!（2015年11月23日、TBS） - ナレーション
- もしもツアーズ（2017年4月15日、フジテレビ）
- マツコ、昨日死んだってよ。（2018年5月29日、テレビ東京） - ナビゲーター
- 滝藤賢一の今日だけ俳優休みます。〜世界ヤバイ植物図鑑〜（2019年3月30日、テレビ愛知）
- おしゃれイズム（2021年1月17日、日本テレビ）
- 探検！巨大ミュージアムの舞台裏 〜国立科学博物館驚きの世界〜（2021年3月27日、NHK-BS）[111]
- 徹子の部屋（2021年11月16日、テレビ朝日）
- ETV特集「空蝉（うつせみ）の家」（2021年12月18日、NHK Eテレ）- 朗読[112]
- ドーナツトーク（2023年1月8日、CBCテレビ）
- 上田と女が吠える夜（2023年1月18日、日本テレビ）
- 滝藤賢一が行く!南アフリカ珍奇植物紀行（2023年12月16日、NHK BS）[113]
- ETV特集「うずまきファミリーと“子育て村”」（2023年9月23日、NHK Eテレ）- 語り[114]

### 配信・ウェブ
- 係長 青島俊作 THE MOBILE 事件は取調室で起きている!（2010年、ドコモ動画） - 王明才 役
- 係長 青島俊作2 事件はまたまた取調室で起きている!（2012年、NOTTV） - 王明才 役
- 踊る大捜査線×朝日新聞デジタル「湾岸署刑事課日記」（2012年、朝日新聞社） - 王明才 役
- タイムスリップ!堀部安兵衛（2014年、三井不動産レジデンシャル） - 芸能事務所社長 / 吉良上野介 役
- ミス・シャーロック/Miss Sherlock（2018年4月27日 - 、Hulu×HBOアジア） - 礼紋元太郎 役
- WE ARE ONE. Scene 1「起業家ワタル篇」（2021年8月30日、Youtube） -  スナック ママ 役 [115][116]
- 幽☆遊☆白書（2023年12月14日、Netflix） - 戸愚呂兄 役[117]

### ミュージック・ビデオ
- FAKY「The One」（2014年）[注釈 6][118]
- MANNISH BOYS「I am Dandy」（2014年）[119]
- ももいろクローバーZ「泣いてもいいんだよ」父の日ver.（2014年）[120]
- RADWIMPS「TWILIGHT」（2021年）

### テレビアニメ
- 英国一家、日本を食べる（2015年4月16日 - 11月5日、NHK） - トシ 役 / ナレーション
  - 英国一家、正月を食べる（2016年1月1日）
- かなしきデブ猫ちゃん（2021年12月6日 - 12月17日、NHK） - マル 役[121]

### ゲーム
- JUDGE EYES:死神の遺言（2018年12月13日発売） - 綾部和也 役[122]

### 吹き替え
- アリス・イン・ワンダーランド/時間の旅（2016年7月1日、ウォルト・ディズニー・スタジオ・ジャパン） - タイム（サシャ・バロン・コーエン） 役[123]
- MILES AHEAD/マイルス・デイヴィス 空白の5年間（2017年5月26日、ソニー・ピクチャーズ エンタテインメント） - マイルス・デイヴィス（ドン・チードル）〉 役

### ラジオ
- Walkin' Talkin'-徒然ダイアローグ-（2014年7月6日 - 、FM802） - ナレーション
- 特集オーディオドラマ （NHK-FM）
  - 『うつくしい靴』（2024年12月21日） - 柊大和 役[124]

### 広告
- BRUTUS×NOTTVコラボ企画 海外連続ドラマ「ハウス・オブ・カード 野望の階段」広告（2013年）

### その他
- 岡本喜八監督作品DVD-BOX〜SOLDIERS〜 特典映像「喜八監督がいた。A Memory of Kihachi Spirit」（2006年） - 岡本喜八 役

## 書籍

### 雑誌連載
- GOETHE「滝藤賢一の映画独り語り座」（2015年3月号 - 、幻冬舎）

## 受賞歴
2014年度
- 第7回ペアレンティングアワード パパ部門[125]

2015年度
- 第2回コンフィデンスアワード・ドラマ賞・助演男優賞『破裂』[126]

2020年度
- 60th ACC TOKYO CREATIVITY AWARDS 演技賞（大日本除虫菊「ゴンゴン」）

2022年度
- 第41回ベスト・ファーザー イエローリボン賞・芸能部門
- 第14回ベスト・ネクタイスト賞
- ベスト・ファーザー スマイルひまわり賞[127]